# Papismo

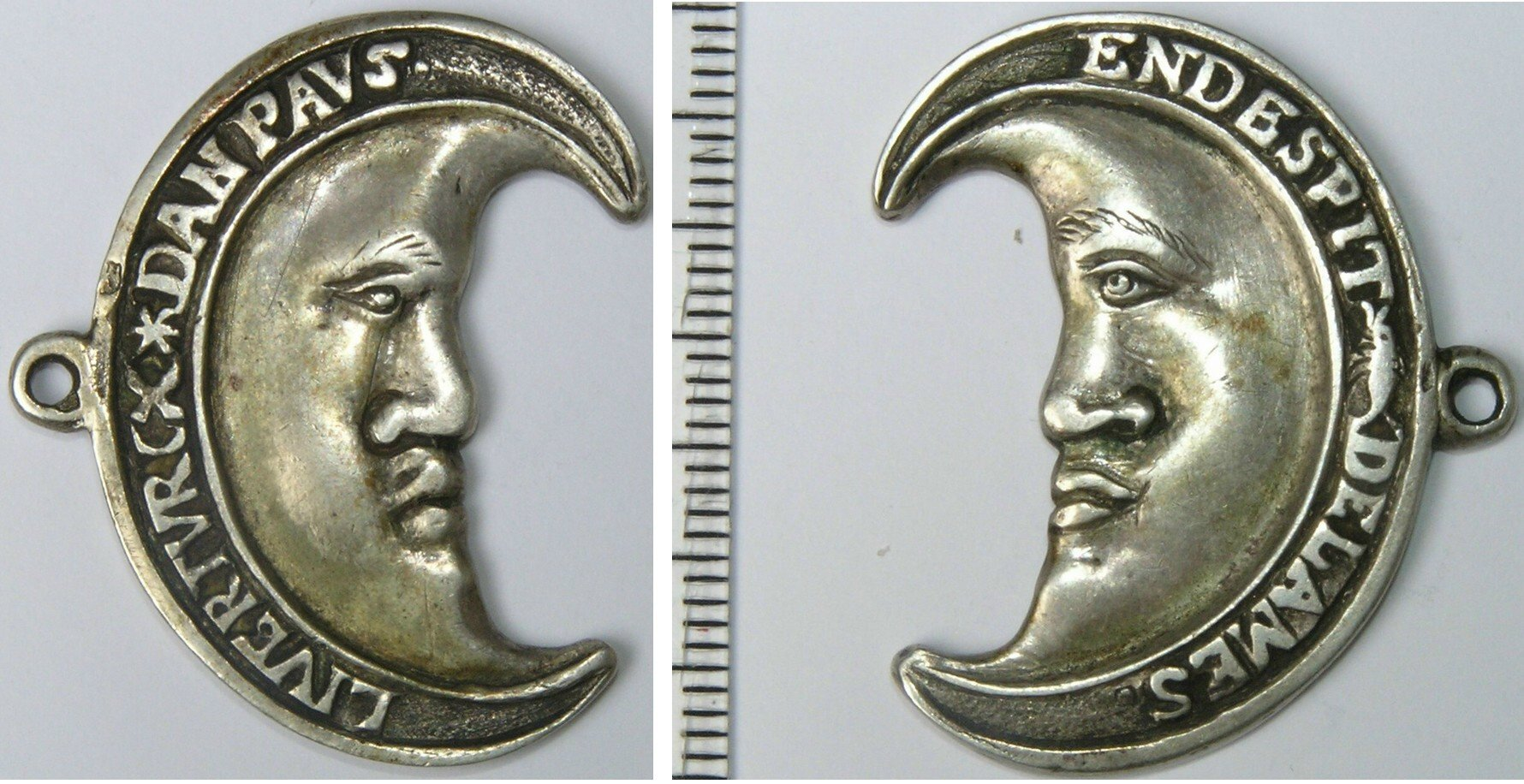
Uma medalha geuzen neerlandesa, em meia-lua, do tempo da revolta dos Países Baixos contra a Espanha, com a frase "Liver Turcx dan Paus..." ("melhor os turcos que os papistas...") "... En Despit de la Mes" ("apesar da missa".

Papismo e papista são termos, geralmente depreciativos, utilizados para categorizar os católicos romanos. Foram criados pelos protestantes ingleses como referência à soberania do papa sobre os cristãos e para nomear os que respeitavam esta ascendência. O termo se tornou muito popular, particularmente entre os anglicanos e presbiterianos, e ainda é muito utilizada correntemente, particularmente na expressão "mais papista do que o papa" (para indicar alguém conservador ao extremo).
Alguns estudiosos do tema, como o historiador protestante britânico Arthur Noble, definem o papismo de forma ainda mais dura:
O papismo é a mais crassa manifestação da idolatria e quanto mais estreitamente uma nação o abraça, mais ela se distancia das leis divinas; pois Roma é a inimiga maior da Bíblia, a extintora máxima da luz do Evangelho e a principal agente da escravidão da mente humana e usurpadora da soberania do Deus Todo Poderoso. É de esperar, portanto, que a comunhão com Roma seja, não apenas a principal catalisadora no declínio de qualquer nação cristã, como a responsável pelo pecado maior, pelo qual Deus tem julgado todas as nações.

## Na literatura
Jonathan Swift (1667-1745) autor de Gulliver's Travels, usou frequentemente a expressão papista em sua obra satírica Uma Modesta Proposta, na qual propõe que crianças irlandesas sejam vendidas como alimento para os abastados donos de terras ingleses, contendo assim a explosão populacional e reduzindo a miséria que grassava naquele país.